# Джурджеваць
Джу́рджеваць (хорв. Đurđevac, угор. Szentgyörgyvár) — місто в північно-східній Хорватії, адміністративно підпорядковане Копривницько-Крижевецькій жупанії. Адміністративний центр однойменної громади. Згідно з переписом 2001 року в населеному пункті проживають 8862 мешканців, абсолютну більшість яких становлять хорвати з часткою в 98,38%. 

## Географія
Місто розташовано в долині річки Драва, так званій Подравині (хорв. Podravina), між північними відрогами гірського масиву Білогора та самою річкою, неподалік від кордону з Угорщиною. На східному краю міста є невеличка залишкова пустеля «Джурджевацькі піски», яку в народі звуть «Хорватська Сахара».

## Сполучення
У транспортному відношенні, Джурджеваць розташовано вздовж Подравського шосе, яке з'єднує Вараждин та Осієк. У місті також діє дорожня розв'язка в напрямку Беловара та Загреба. Низиною річки Драва через Джурджеваць проходить і залізнична гілка, яка сполучає Осієк, Копривницю та Загреб. Сьогодні до Джурджеваця півтори години їзди на автомобілі і трохи більше двох годин на поїзді із Загреба та менш ніж півгодини їзди від адміністративних центрів власної та двох сусідніх жупаній Копривниці, Беловара і Вировитиці і, а до прикордонного переходу в Угорщину Гола необхідно півгодини.

## Історія

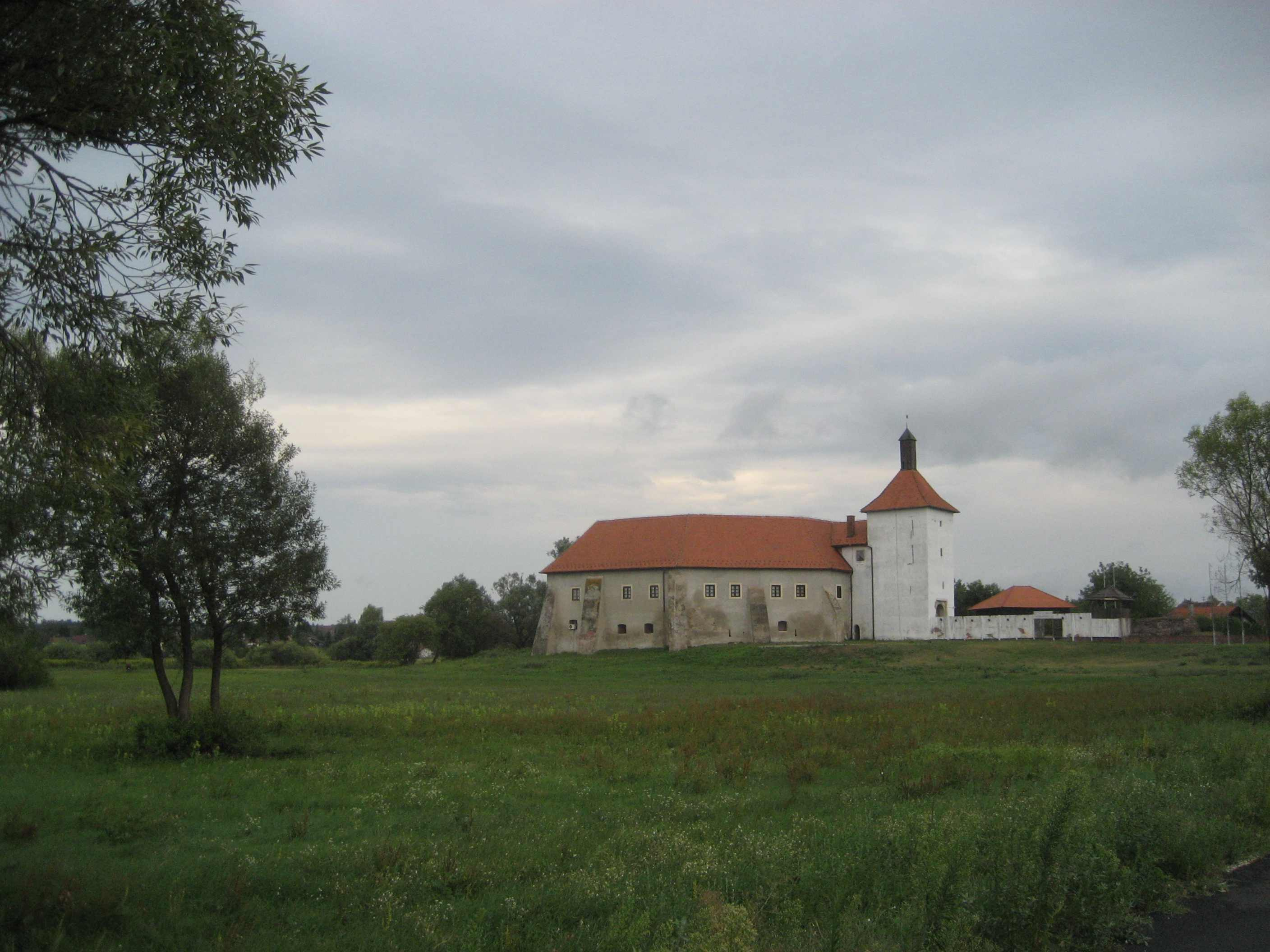
Замок Джурджеваць

Місто вперше документально засвідчено в 1267 р. Назва міста походить від його покровителя, святого Юрія (по-хорватськи Юрай, а коротка форма Джуро (хорв. Juraj, Đuro відповідно).

## Населення
Населення громади за даними перепису 2011 року становило 8 264 осіб, 1 з яких назвали рідною українську мову. Населення самого міста становило 6 349 осіб.
Динаміка чисельності населення громади:
Динаміка чисельності населення міста:

## Населені пункти
Крім міста Джурджеваць, до громади також входять:
- Будроваць
- Чепеловаць
- Гркіне
- Мичетінаць
- Северовці
- Сірова Каталена
- Суха Каталена
- Света-Ана